# Marie-Madeleine d'Oettingen
La comtesse Marie-Madeleine d'Oettingen-Baldern, née en 1619 et décédée le 31 août 1688 à Baden-Baden, est la deuxième épouse du margrave Guillaume Ier de Bade-Bade.
Marie-Madeleine est la fille de Ernest d'Oettingen-Wallerstein comte d'Oettingen-Baldern (1584-1626) et de Catherine von Helfenstein (1589-1638).

## Biographie
La comtesse Marie-Madeleine épouse à Oettingen en 1650 le margrave Guillaume Ier de Bade-Bade. Ils auront cinq enfants :
- Philippe François Guillaume (* 30 avril 1652 Baden-Baden ; † 14 janvier 1655)
- Marie-Anne-Wilhelmine (* 8 septembre 1655 à Baden-Baden ; † 22 août 1701) a épousé, le 17 juillet 1680 le prince Ferdinand Auguste Léopold de Lobkowicz (1655-1715)
- Charles-Bernard (* 14 janvier 1657 à Baden-Baden ; † 6 juillet 1678 fut tué à Rheinfelden (Baden))
- Ève
- Marie

La comtesse Marie-Madeleine d'Oettingen-Baldern a été la préceptrice du prince Louis-Guillaume Ier de Bade, après que celui-ci fut revenu sur ses terres de Baden-Baden.